# Патрік Шмельцер
Патрік Шмельцер (нім. Patrick Schmölzer; нар. 11 січня 1984) — колишній австрійський тенісист.
Найвищу одиночну позицію світового рейтингу — 564 місце досяг 5 листопада 2007, парну — 567 місце — 15 жовтня 2007 року.

## Титули ITF Ф'ючерс

### Парний розряд: (2)
| Ранг | Дата     | Турнір              | Покриття | Партнер        | Суперники                             | Рахунок  |
| ---- | -------- | ------------------- | -------- | -------------- | ------------------------------------- | -------- |
| 1.   | Сер 2007 | Австрія F9, Відень  | Ґрунт    | Душан Кароль   | Хорді Марсе-Відрі Оскар Сабате-Бретос | 6–3, 6–2 |
| 2.   | Сер 2007 | Австрія F10, Перчах | Ґрунт    | Макс Радічніґґ | Крістофер Клінґеманн Марк Рат         | 6–4, 6–3 |